# Percy-en-Normandie
Percy-en-Normandie is een gemeente in het Franse departement Manche (regio Normandië). De plaats maakt deel uit van het arrondissement Saint-Lô. Percy-en-Normandie is op 1 januari 2016 ontstaan door de fusie van de gemeenten Le Chefresne en Percy. De gemeente telde 2.628 inwoners op 1 januari 2022.

## Geografie
De oppervlakte van Percy-en-Normandie bedroeg op 1 januari 2022 48,32 vierkante kilometer; de bevolkingsdichtheid was toen 54,4 inwoners per km².

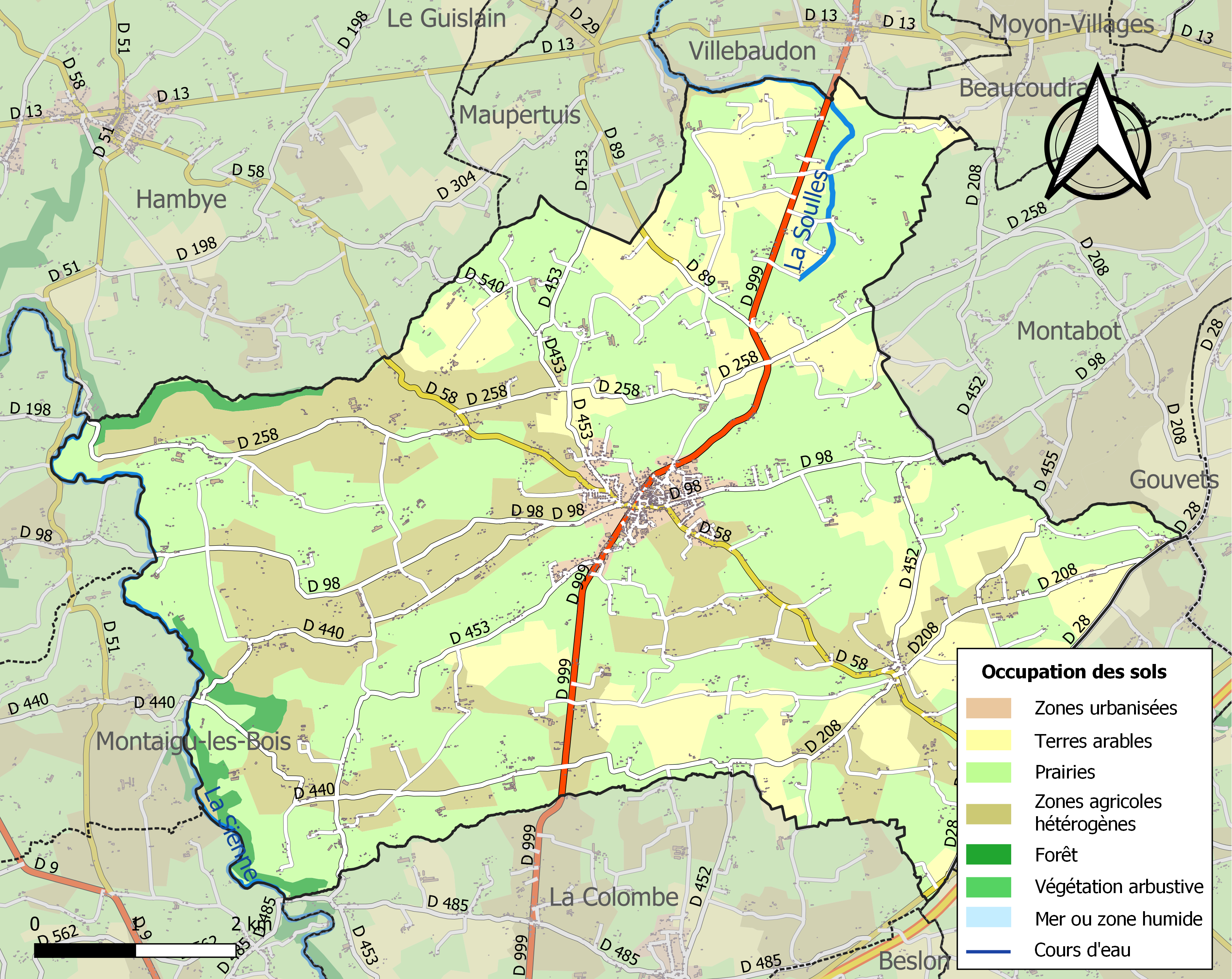
Kaart van de gemeente met de belangrijkste infrastructuur, bodemgebruik en omliggende gemeenten